# Salanus

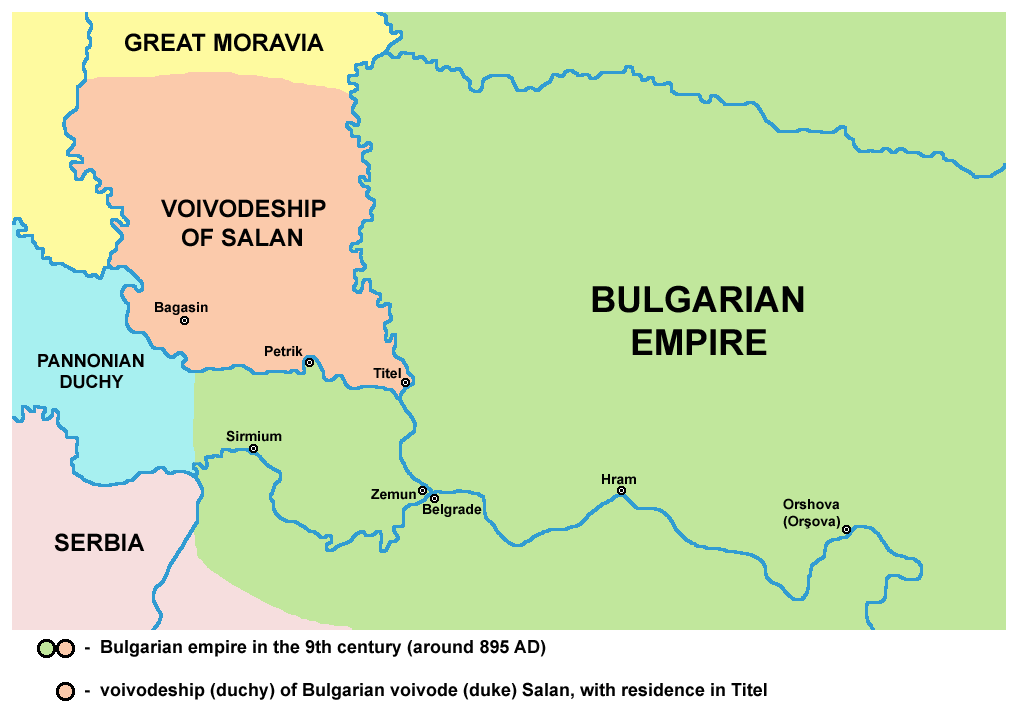
Ducatul lui Salanus

Salanus a fost un conducător al unei formațiuni statale valahe-bulgare-slave dintre Tisa și Dunăre la sosirea ungurilor în Câmpia Panonică. După mai multe lupte cu ungurii, el a cedat acestora o mare parte din pământul său. Bunicul său, Kean cel Mare, primise ordinul de la împăratul bulgar de a transforma teritoriul viitorului ducat într-o marcă sub autoritate bulgară.

## Date generale
Kean cel Mare, conform cronicii lui Anonymus, a fost bunicul lui Salanus. Kean a primit ordin de la țarul bulgar de a-i coloniza pe bulgari în zona dintre Tisa și Dunăre. Cert este că românii, slavii, avarii și bulgarii din voievodatul lui Salanus au luptat cu dârzenie în repetate rânduri împotriva ungurilor, fiind sprijiniți de bulgarii de la sud de Dunăre și de bizantini. Abia după lupte îndelungate ungurii au reușit să cucerească cetățile Hung, Borsoa, Zemplum, Olpar, Surungrad și Titel, supunând treptat dominației lor teritoriile cucerite de la Salanus. Cel mai probabil că luptele finale ale lui Salanus cu ungurii s-au dat doar pe timpul țarului Petru (927-969) care a luat în căsătorie pe nepoata împăratului bizantin, deoarece țarul Simeon (893-927) a fost într-un îndelungat război cu bizantinii, deci alianța acestora cu bulgarii împotriva ungurilor nu era posibilă. În final, Salanus s-a refugiat de la Titel la Belgrad (Alba-Bulgarica), fără a se putea preciza dacă a devenit sau nu vasal al ungurilor.

## Cronica lui Anonymus
În cronica lui Anonymus (Gesta Hungarorum) se specifică: „dar țara care se afla între Tisa și Dunăre a ocupat-o pentru sine Kean, marele duce al Bulgariei, bunicul ducelui Salanus, până la hotarul rutenilor și polonezilor și i-a făcut sa locuiască acolo pe slavi și pe bulgari”.
În răspunsul dat lui Usubuu și Veluc, trimișii lui Arpad, Menumorut le-a spus: „Ne-a părut rău că ducele Salanus i-a cedat un foarte mare teritoriu, fie din dragoste, după cum se spune, fie de frică, ceea ce se neagă”.